# StataCorp
StataCorp — американская компания, известная благодаря своему статистическому пакету программного обеспечения Stata.

## Деятельность
Компания основана в 1996 году в Колледж-Стейшен, Техас. Главным направлением компании является создание более простого решения для профессиональных исследований в области современной статистики и управления данными.
Основной программный продукт Stata, это статический программный пакет, разработанный для решения поставленных статических задач под управлением Microsoft Windows, Macintosh, Linux и Unix-подобных операционных системах для специалистов различного рода отрасли, включая биологическую статистику, медицину, экономику, эпидемиологии, общественные науки, политологию и другие. Первая версия продукта была опубликована в 1985 году, с тех пор, более двадцати лет компания является одним из лидеров в своей научной области.
Ко всему прочему, StataCorp издаёт собственный журнал под названием «The Stata Journal», основной акцент которого уделяется социальным наукам и образованию.